# Queen's Park Oval
Het Queen's Park Oval is een cricketstadion in Port of Spain, Trinidad en Tobago. Het is het grootste cricketstadion in de West-Indies. In totaal kunnen er ongeveer 30.000 toeschouwers in. In dit stadion werden op het Wereldkampioenschap cricket 2007 verschillende wedstrijden gespeeld.